# Osman Đikić
Osman Đikić (7. ledna 1879 Mostar, Bosna a Hercegovina – 30. března 1912 Mostar, Bosna a Hercegovina), někdy chybně uváděn jako Džikić, byl bosenskohercegovský básník, publicista a politik bosňáckého původu. Sám se považoval za Srba islámské víry.

## Životopis
Đikić se narodil roku 1879 v Mostaru, kde vystudoval modernizovanou islámskou základní školu, ruždii. Poté studoval na vyšším mostarském gymnáziu, odkud byl pro své politické názory vyloučen z patého ročníku. Poté studoval v Istanbulu (gymnázium) a nato i v Bělehradě (obchodní akademii) Ve Vídni pracoval jako bankovní úředník v Länderbank (dnešní Bank Austria). V rakouské metropoli se roku 1905 oženil se srbskou herečkou Zorou Topalovićovou, jež pocházela z Trebinje a s níž se seznámil v Brčku během vystoupení divadelní společnosti Petra Ćiriće.
Po návratu do vlasti získal místo úředníka ve spořitelně v Brčku a pak v Bijeljině, nato působil v Srbské bance v Mostaru. Roku 1909 byl jmenován šéfredaktorem společensko-politického časopisu Gajret, který vycházel jako tiskový orgán muslimského podpůrného spolku Gajret (Úsilí). Roku 1910 inicioval vznik politického listu Samouprava (Samospráva, 1910–1912), který ostře napadal rakousko-uherskou správu v Bosně a Hercegovině a zasazoval se o zlepšení sociálního postavení nejchudších muslimských vrstev.
Đikić kromě mateřského jazyka ovládal také němčinu, turečtinu a francouzštinu.
Svoji literární tvorbu otiskoval v bosenskohercegovských časopisech Bosanska vila, Zora, Behar a několika dalších. Vydal též několik básnických sbírek, které opěvovaly muslimsko-srbskou vzájemnost a lásku k vlasti. Sbíral rovněž ústní lidovou slovesnost; své materiály však nikdy nezveřejnil a předal je Srbské akademii věd a umění.

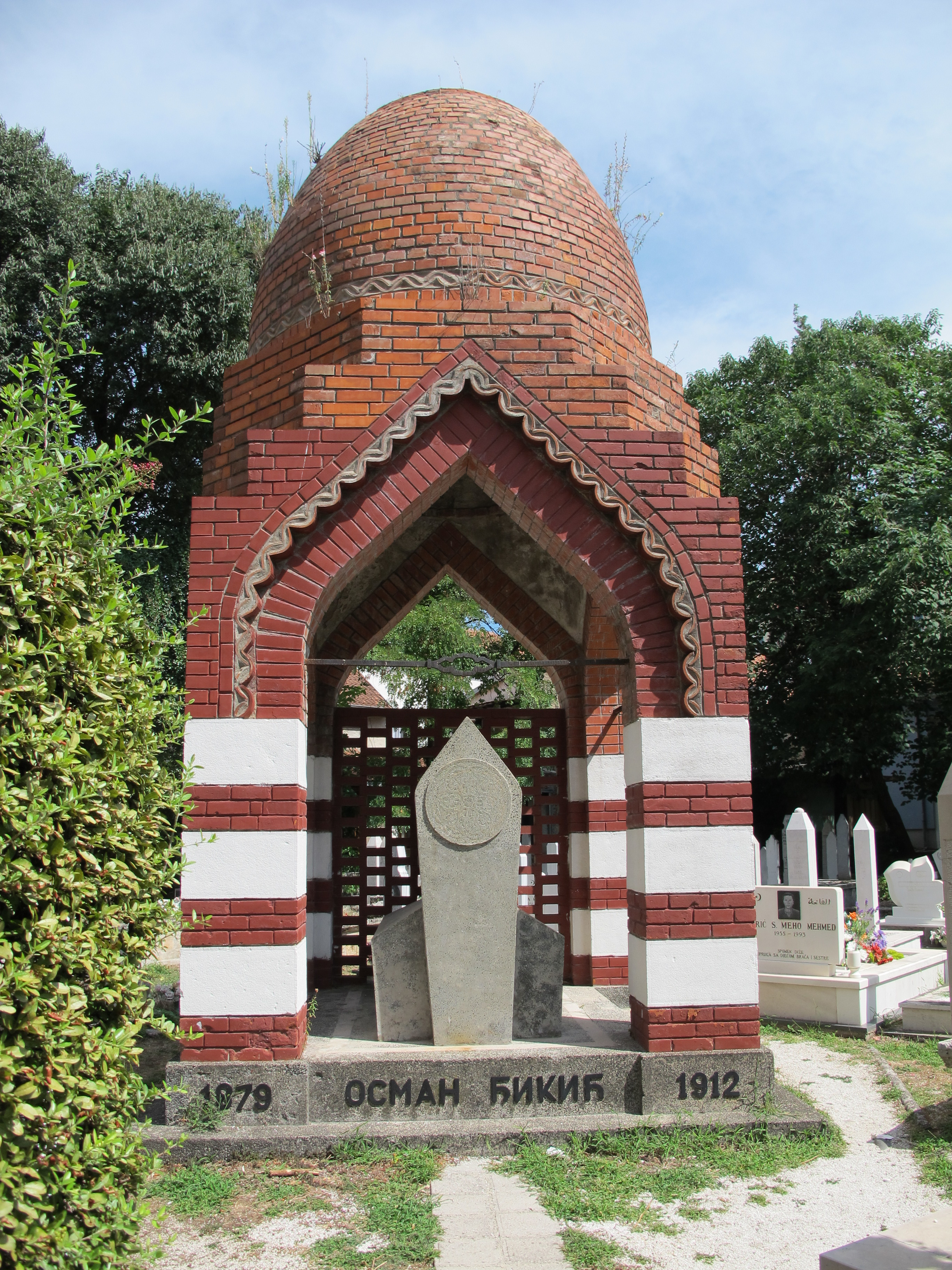
Hrobka Osmana Đikiće v Mostaru

Zemřel v roce 1912 na tuberkulózu. Stejné nemoci krátce nato podlehla i jeho manželka.

## Dílo
- Pobratimstvo (Bratrství, Beograd 1900), sbírka básní, společně s Omer-begem Sulejmanpašićem a Avdou Karabegovićem
- Muslimanskoj mladeži (Muslimské mládeži, Beograd 1902), sbírka básní
- Ašiklije (Milostné písně, Mostar 1903), sbírka básní